# Athéisme en Inde
Pensée suivie par une petite portion de la population indienne, l'athéisme dispose d'un fort ancrage traditionnel en Inde.

## Histoire

### Inde antique
Les Écoles athées furent fondées à partir de l'hindouisme, qui est généralement considéré comme une religion déiste. L'école philosophique antithéiste Chârvâka apparut en Inde vers le XIe siècle av. J.-C. Elle est classée comme un système philosophique hétérodoxe et n'est pas considérée comme l'une des six écoles orthodoxes de l'hindouisme mais il est important de noter que c'est un mouvement matérialiste à l'intérieur de l'hindouisme.
Il existe d'autres philosophies indiennes généralement classées comme athées, dont la Sāṃkhya et la Mīmāṃsā. Sāṃkhya, école de pensée classée comme une variété orthodoxe (āstika) de l'Hindouisme, nie l'existence de Dieu ou de tout autre être supérieur. Cependant, à l'opposé des autres écoles de pensée athées, celle-ci ne nie pas l'existence de toute chose transcendante. Le rejet de Dieu Créateur unique est aussi présent dans le jaïnisme ainsi que dans le bouddhisme, les deux étant originaires du sous-continent indien

### Inde moderne
Bhagat Singh, l'une des figures les plus connues du Mouvement pour l'indépendance de l'Inde, était un athée.
Periyar E. V. Ramasamy (1879-1973), chef du Mouvement de l'estime de soi, fut un critique des rituels, superstitions et du concept de Dieu. Il dit : 

« Il n'y a pas de dieu, il n'y a pas de dieu, il n'y a vraiment aucun dieu. Celui qui a inventé dieu est un idiot. Celui qui propage dieu est une fripouille. Celui qui adore dieu est un barbare. »

Ces mots furent gravés sur ses statues réparties à travers le Tamil Nadu.
Goparaju Ramachandra Rao, plus connu sous le nom de « Gora », développa le terme « athéisme positif » dans son livre Positive Atheism de 1972. L'athéisme positif implique différentes notions dont la droiture morale, en montrant de la compréhension sur le fait que les peuples religieux ont des raisons pour croire, en ne faisant pas de prosélytisme ou en ne donnant pas de leçon aux autres au sujet de l'athéisme, en se défendant avec la véracité plutôt que de chercher la victoire lors de confrontations avec des athéophobes.
Gora organisa la première Conférence mondiale de l'athéisme en 1972. Par la suite, il organisera beaucoup d'autres Conférences mondiales de l'athéisme à Vijayawada. 
Au Bengale-Occidental, où existe un Parti communiste indien bien ancré et souvent aux responsabilités, l'athéisme est assez répandu depuis les années 1950. De même, des Bengalis du Bangladesh, acquis au communisme depuis les années 1960, sont faiblement pratiquants.   
Il existe bien d'autres Indiens athées notables, dont : 
- Beechi, le philosophe-humoriste Kannada, dont l'athéisme positif est similaire à celui de Douglas Adams.
- Kamal Haasan, réalisateur et acteur, connu pour faire des films ayant pour thème l'athéisme et l'hindouisme brahminical.
- M. Karunanidhi, le Chief Minister de Tamil Nadu[8].
- H. Narasimhaiah, combattant de la Liberté et socialiste.
- Jawaharlal Nehru, premier Premier ministre de l'Inde.
- S. Nijalingappa, ancien chief minister de Karnataka.
- Vijay Tendulkar[9] - un écrivain et dramaturge marathe réputé.
- Dr. Shriram Lagoo, acteur et militant rationaliste.
- Ram Gopal Varma, directeur cinématographique[10].
- Poornachandra Tejaswi, éminent écrivain Kannada

#### Athées hindous
Vinayak Damodar Savarkar, le président de Hindu Mahasabha et fondateur du mouvement Hindutva, fut aussi un athée Il ne définit pas "Hindutva" comme une religion et fait des conférences sur l'athéisme et de la non-existence de Dieu
Shreela Flather, baronne Flather de Windsor et Maidenhead, la première femme hindou dans la politique britannique, se décrit elle-même comme une « hindoue athée ».

## Démographie
D'après le Dentsu Communication Institute Inc, Centre de Recherche du Japon en 2006, 6,6 % des habitants de l'Inde déclarent qu'ils n'ont pas de religion.